# Sector Stations
Sector Stations waren die Hauptquartiere der in Sektoren eingeteilten Jägerverbände der Royal Air Force während der Luftschlacht um England.
Von den dort errichteten Operation Rooms wurden die Jägerstaffeln (Squadrons) zu den angreifenden Bombern der Luftwaffe geführt.
Die Sector Stations der No. 11 Fighter Group, welche die Hauptlast bei der Verteidigung Londons und der südenglischen Städte trug, waren von Norden nach Süden:
- Debden
- North Weald
- Northolt
- Hornchurch
- Biggin Hill
- Kenley
- Tangmere

Das Hauptquartier der 11th Fighter Group befand sich hingegen in Uxbridge im Westen Greater Londons, das Oberkommando des Fighter Command in Bentley Priory nahe Stanmore.